# گروو آرمادا
گروو آرمادا (به انگلیسی: Groove Armada) یک گروه دونفرهٔ موسیقی الکترونیک در لندن است که از اندی کیتو و تام فیندلی تشکیل یافته است. آن‌ها شاید بیش از هر چیز دیگری برای ترانه‌هایی از قبیل «I See You Baby» و «Superstylin» شناخته می‌شوند.